# غابريل سوتو
غابريل سوتو بورخا-دياز (بالإسبانية: Gabriel Soto)‏ (ولد في 17 أبريل 1975 في مكسيكو سيتي، مقاطعة فيدرالية) هو ممثل ومغني مكسيكي.

## سيرته الذاتية
لديه أبنة ماري إليزا ولدت في 17 فبراير 2009 من شريكته السابقة الممثلة جيرالدين بازان، وأيضا أبنة أخرى منها، وهم الآن متزوجون.

## الحياة المهنية
وبدأ مشواره الفني كـ عارض أزياء في سن ال 18، ومن المعروف عنه أنه فاز في مسابقة إل موديلو المكسيك التي تأهل الفائز إلى مسابقة العالمية  ملك جمال العالم، وفي عام 1996 في مدينة اسطنبول بـ تركيا دخل المسابقة في نسختها الأولى و فاز بالمركز وصيف الأول، وفي عام 1997 انضم غابرييل إلى الفرقة كايرو بدلا من إدواردو فيراستجوي.
وقد شارك في العديد من المسلسلات التي نجح في إقناع الجمهور والنقاد بأدائه.
وكان المسلسل Mi Querida Isabel أول مشاركة له، وفي عام 2002 شارك في مسلسل Las Vías del Amor من بطولة أراسيلي أرامبولا وخورخي ساليناس، في عام 2004 لعب الدور الرئيسي في مسلسل المرأة الجافة التي انتاجه إميليو لاروزا، بجانب الممثلة إديث غونزاليس التي تم استبدالها في وقت لاحق بـ آنا باتريسيا روخو والممثل خايمي كاميل.
في عام 2005 غادر إلى لوس أنجليس حيث أنه أخذ دورات في تمثيل الأفلام، وأيضا تلت دروس في الملاكمة وركوب الأمواج، وأثناء عودته إلى المكسيك التنافس في برنامج الرقص مع النجوم.
في عام 2006 لعب دور البطولة في مسلسل La Verdad Oculta الذي أنتاجه إميليو لاروزا بدور ديفيد بجانب الممثلة غاليليا مونتيخو و أليخاندرا باروس، وأيضا في عام 2007 لعب دور البطولة في مسلسل Bajo las riendas del amor بجانب الممثلة أدريانا فونسيكا، في عام 2009 لعب الدور الرئيسي في مسلسل سحر الحب بشخصية فيرناندو الأنيس الذي كان ببطولة الممثل ويليام ليفي والممثلة جاكلين براكامونتاس ودور الخصم لممثل ديفيد زيبيدا.
في 2010 في الولايات المتحدة شارك في مسرحية سحر الحب استناد إلي تيلينوفيلا Esmas.
في 2011 شاركت بـ دور الخصم في La fuerza del destino من بطولة ديفيد زيبيدا و ساندرا إتشفيريا، رجع أن لعب دور البطولة في مسلسل ملاذ الحب بدور روديغو توريسلاندا بجانب الممثلة زوريا فيغا و الممثلة لورا فلوريس وجيسيكا كوتشي بدور الخصم.

## في التلفاز
- Mi Querida Isabel (1997-1996)--خوان
- Alma Rebelde (1999)--فلاديمير.
- Mi Destino Eres Tu (2000)--نيكولا.
- Carita De Ángel (2001-2000)--روخيليو ألفاردو غامبوا.
- Amigas y Rivales (2001)--أوليسسيس «القبيح».
- Las Vías del Amor (2003-2002)-- نيكولا كيسادا باراجان.
- Mujer de Madera (2005-2004)--كارلوس غوميز.
- Big Brother VIP: México (2004)--نفسه.
- Bailando Por Un Sueño (2005)--نفسه.
- La Verdad Oculta (2006)--ديفيد.
- Bajo las Riendas del Amor (2007)--خوان خوسيه.
- Querida Enemiga (2008)--ألونسو .
- Sortilegio (2009)--فيرناندو.
- La fuerza del destino (2011)--جالفان.
- Un Refugio para el Amor (2012)--رودريغو.[2]
- Libre para amarte (2013)--إنريكي.
- Qué pobres tan ricos (2014)--نفسه.
- Yo no creo en los hombres (2014- 2015)--ماكسيميليانو.
- Antes muerta que Lichita (2015)--سانتياغو.

## أفلامه
- Ladrón que roba a ladrón (2007)--كانو أنفال.
- Yo no creo en los hombres,el origen (2015)--ماكسيميليانو.

## وصلات خارجية
- الموقع الرسمي لغابريل سوتو
- غابريل سوتو على موقع IMDb (الإنجليزية)
- غابريل سوتو على موقع ألو سيني (الفرنسية)
- غابريل سوتو على موقع أول موفي (الإنجليزية)
- غابريل سوتو على موقع قاعدة بيانات الفيلم (الإنجليزية)
- غابريل سوتو على موقع كينوبويسك (الروسية)
- Net Glimse Bio